# Banca Agricola Popolare di Ragusa
Banca Agricola Popolare di Ragusa (Bapr) es una sociedad cooperativa italiana para acciones de responsabilidad limitada fundada en 1889, con sede en Ragusa y filiales que operan en las áreas de Ragusa, Siracusa, Catânia, Messina, Enna, Palermo y Milán.

## Historia
El 10 de marzo de 1889 fue fundada la Banca Popolare Cooperativa di Ragusa, cuando un grupo de ragusanos compuesto por Luigi Cartia, Giorgio Morana Gulino, Giovanni Lupis, Corrado Schifitto, Gaetano Nicita, Vincenzo Cannì, Filipponeri Criscione y Carmelo Scribano firmó la escritura de fundación. Los primeros accionistas realizaron la integralização de capital y a finales del año eran cerca de 60 para suscribir acciones, en un total de 56.000 liras. La empresa nació en la esteira de una intensa actividad económica, agrícola y empresarial, presente en que ha sido renombrado Libre consorcio municipal de Ragusa. En 1902 fue fundada la banca actual, que incorporò el instituto sobrecitado y como muestra de agradecimiento, el banco mantiene el 1899 como fecha de fundación. A partir de la década de noventa, el banco sigue una política de expansión, conquistando el liderazgo en el campo regional, promoviendo, en sinergia, la economía local.
La empresa matriz Banca Agricola Popolare di Ragusa controla una empresa inmobiliaria con sede en Ragusa y una empresa de corretaje de valores con sede en Milán y es una institución de crédito siempre considerada sólida y eficiente en el escenario bancario nacional. En 2020, 86 agencias estarán presentes en Italia (85 en la región Sicilia).
En 2019, el Banco de Italia dio permiso a la Agricola para recomprar acciones propias hasta 2% del capital primario.

## Datos económicos
A finales de 2016, el banco tenía activos totales de € 4.513.158.000, el valor del Capital Tier 1 del Banca Agricola Popolare di Ragusa, aumentando aun más a 31 de diciembre de 2015, es igual a 24,31% y se confirma cómo uno de los bancos más sólidos no sólo de Italia pero también de Europa. En 2017, los depósitos del banco ascendieron a € 5,5 mil millones (-1,12%) con un logro de más de 11 millones. El Capital Tier 1 es igual a 24,70%.

## Participaciones acionárias
- Arca Fondi (0,320%)[9]

## Premios
- "Creadores de valor" (Milano Finanza Global Awards 2018)[10]
- "Mejor banco para requisitos de capital" (Milano Finanza Global Awards 2019)[11]
- "Mejor banco en la región de Sicilia" (Milano Finanza Global Awards 2019)[11]